# Кашине Солито (Алесандрија)
Кашине Солито је насеље у Италији у округу Алесандрија, региону Пијемонт.
Према процени из 2011. у насељу је живело 11 становника. Насеље се налази на надморској висини од 279 м.